# اوک‌ویل (تگزاس)
اوک ویل (به انگلیسی: Oakville) یک منطقهٔ مسکونی در ایالات متحده آمریکا است که در شهرستان لایو اوک، تگزاس واقع شده‌است. اوک ویل ۵۲٫۱۲ متر بالاتر از سطح دریا واقع شده‌است.